# Лоевский, Юрий Григорьевич
Юрий Григорьевич Лоевский (род. 12 марта 1939, Овруч, Житомирская область) — советский и российский виолончелист, народный артист Российской Федерации (1994).

## Биография
Родился 12 марта 1939 года в Овруче. Отец будущего музыканта погиб на войне, после чего семья переехала в Харьков.
Учился в Ленинградской консерватории имени Н. А. Римского-Корсакова и там же окончил аспирантуру в классе Мстислава Ростроповича. В 1964 году Лоевский стал дипломантом Всесоюзного конкурса виолончелистов.
Карьера Юрия Григорьевича началась в оркестре Театра оперы и балета имени С. М. Кирова, где музыкант работал в 1966—1970 годах. В 1970 году переехал в Москву, где стал первым концертмейстером группы виолончелей оркестра Большого театра. Прослужив там тринадцать лет, в 1983 году музыкант возглавил группу виолончелей Госоркестра СССР. 
В 1994 году Юрий Григорьевич был удостоен звания «Народный артист Российской Федерации».
После ухода из Госоркестра Юрий Григорьевич ненадолго вернулся в Мариинский театр. В 2003 году получил приглашение занять место концертмейстера виолончелей в Национальном филармоническом оркестре России и проработал в нём до 2018 года.

## Награды
- Народный артист Российской Федерации (29 декабря 1994 года) — за заслуги в области искусства.
- Заслуженный артист РСФСР (1986 год)[5].